# Psammogorgia geniculata
Psammogorgia geniculata is een zachte koraalsoort uit de familie Plexauridae. De koraalsoort komt uit het geslacht Psammogorgia. Psammogorgia geniculata werd in 1878 voor het eerst wetenschappelijk beschreven door Studer. 